# Yin Xu
Yin Xu é uma antiga capital da China. Localizada perto da cidade de Anyang, no norte da Província de Honã, Yin Xu foi a capital do estado durante a última parte da dinastia Shang. As ruínas testemunham uma nova era na história da China, com uma economia, sistema político e militar, tecnologia e cultura desenvolvidas, no que era uma sociedade de escravos típica. Inscrições em oráculos encontrados no local representam a mais remota caligrafia chinesa conhecida.
Yin Xu foi descoberta no início do séc. XX e as primeiras escavações foram efectuadas em 1928. De 1926 a 1937, efectuaram-se quinze escavações e, desde 1950, têm-se feito múltiplos esforços no que se refere ao estudo do local. Em 1961, Yin Xu foram proclamadas um local histórico protegido e em 2006 foi declarado Património Mundial da Unesco.

## Principais Atrações

### Zona do Templo de Adoração dos Antepassados do Palácio de Yin Xu
Na Zona do Templo de Adoração dos Antepassados do Palácio de Yin Xu existem cerca de oitenta fundações de construções antigas. Foram desenterrados cerca de 160.000 fragmentos de carapaças de tartaruga e de osso com inscrições, assim como um túmulo de um membro da família real muito bem conservado (o Túmulo de Fu Hao).

#### Túmulo de Fu Hao
O Túmulo de Fu Hao está localizado na Zona do Templo de Adoração dos Antepassados. Fu Hao era a mulher do Rei Wuding da dinastia Shang, a qual tinha a patente de general, de acordo com documentos antigos. Nas escavações do túmulo encontraram-se um total de 1928 fragmentos, incluindo carapaças de tartaruga e ossos com inscrições, vasos de bronze, artigos de jade, osso, ferramentas em pedra, objectos em marfim e conchas, que se encontram depositados no Museu de Honã, Zhengzhou, e na Estação Arqueológica de Anyang, do Instituto de Ciências Sociais da China. Foram deixadas dentro do túmulo algumas réplicas dos achados das escavações. Esta descoberta foi uma importante revelação para a arqueologia e para a história chinesas.

### Zona do Palácio de Yin Xu
Na Zona do Palácio de Yin Xu foram desenterrados treze templos reais e descobertos milhares de altares e muitos vestígios de sacrifícios humanos e animais, assim como um grande número de inscrições em carapaças de tartaruga e osso, para além de delicados vasos de bronze, ferramentas e utensílios. O vaso quadrado Si Muwu, com o peso de 875 quilos, é uma descoberta extremamente rara. Todos os artefactos encontrados neste local ilustram o estádio avançado da civilização da dinastia Shang. A maior parte dos túmulos e altares foram novamente enterrados e apenas algumas sepulturas, que se encontram cobertas, foram conservadas para demonstração e estudo posterior. Estas escavações exibem uma carruagem e cavalo, altares e os túmulos reais. As plantas e maquetas são usadas para mostrar a localização e o formato das sepulturas.